# Blasialm

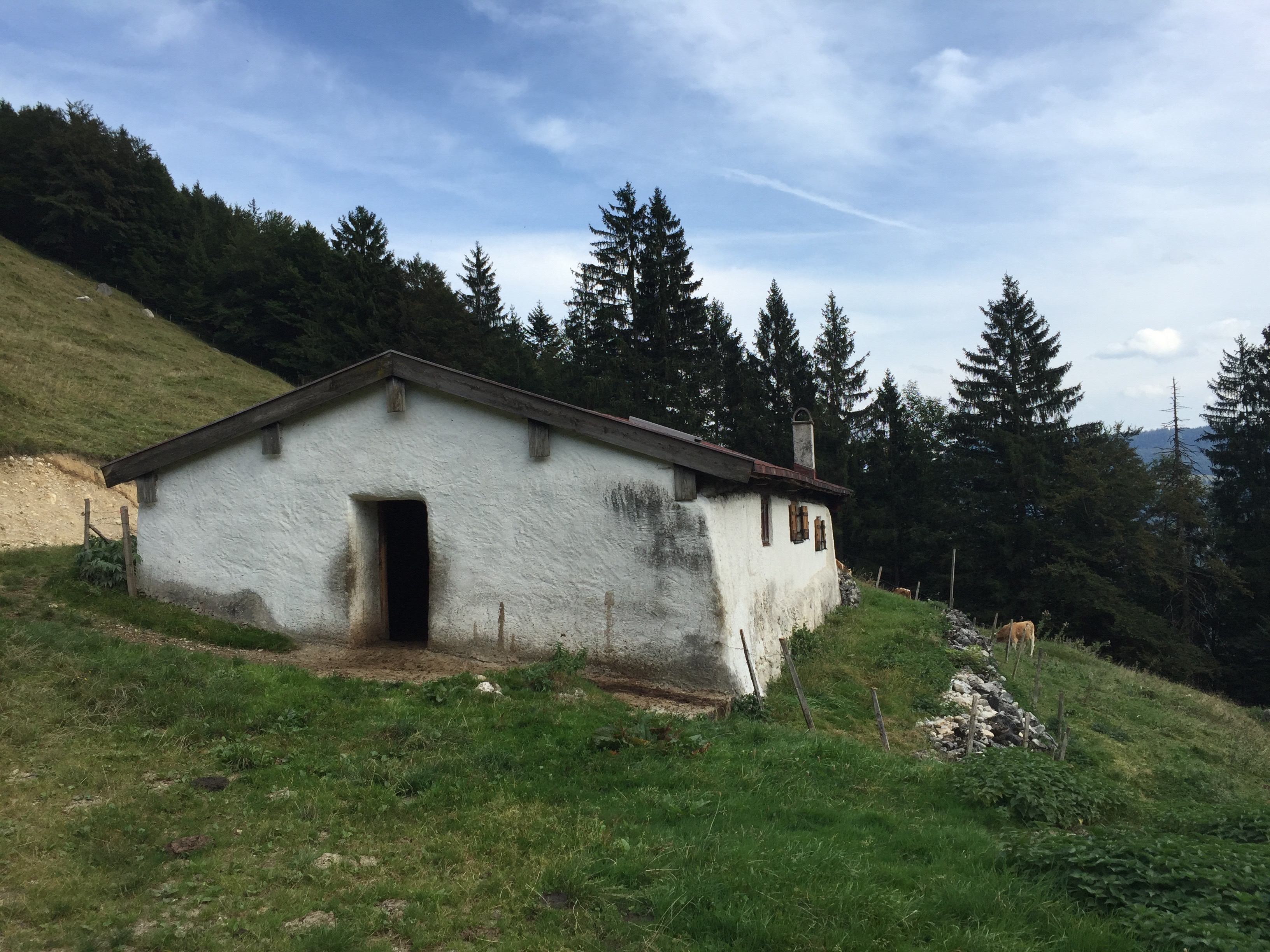
Blasialm

Die Blasialm (auch: Schindeltalalm) ist eine Alm in der Gemeinde Schleching.
Die Almhütte der Blasialm steht unter Denkmalschutz und ist unter der Nummer D-1-89-141-60 in die Bayerische Denkmalliste eingetragen.

## Baubeschreibung
Die Almhütte der Blasialm ist ein verputzter Steinbau mit einem rechteckigen Grundriss. Das vorstehende Giebeldreieck auf der Ostseite ist verbrettert. Der Zugang zum Gebäude erfolgt von Osten, im Westen befindet sich ein Tor. Das Gebäude ist mit dem Jahr 1833 bezeichnet.

## Heutige Nutzung
Die Blasialm ist bestoßen, jedoch nicht bewirtet.

## Lage
Die Blasialm liegt westlich oberhalb von Schleching auf einer Höhe von 920 m ü. NN.